# Chris Alcaide
Chris Alcaide (Youngstown, 22 ottobre 1923 – Palm Springs, 30 giugno 2004) è stato un attore statunitense.
Ha recitato in oltre 40 film dal 1950 al 1987 ed è apparso in oltre 70 produzioni televisive dal 1953 al 1969. È stato accreditato anche con il nome Christopher Alcaide.

## Biografia
Chris Alcaide nacque a Youngstown, in Ohio, il 22 ottobre 1923.
Per la televisione interpretò moltissimi personaggi secondari o ruoli da guest star in decine e decine di episodi di serie televisive degli anni 50 alla fine degli anni 60. Partecipò a molte delle serie televisive di genere western in onda in quegli anni, genere per il quale ha interpretato molti ruoli anche in diverse produzioni cinematografiche. Nel 1956 interpretò in Il mercenario della morte il vice sceriffo Joshua Tate.
La sua ultima apparizione sul piccolo schermo avvenne nell'episodio Seven Little Indians della serie televisiva La terra dei giganti, andato in onda il 23 febbraio 1969, che lo vede nel ruolo del sergente Arnak, mentre per il grande schermo l'ultima interpretazione risale al film thriller Assassination del 1987 in cui interpreta un giudice capo.
Sposò  Peri Alcaide (1923-2008). Morì a Palm Springs, in California, il 30 giugno 2004 e fu seppellito al Desert Memorial Park di Cathedral City.

## Filmografia

### Cinema
- Lo zoo di vetro (The Glass Menagerie), regia di Irving Rapper (1950)
- Smoky Canyon, regia di Fred F. Sears (1952)
- Laramie Mountains, regia di Ray Nazarro (1952)
- Contrabbando per l'oriente (Cripple Creek), regia di Ray Nazarro (1952)
- Junction City, regia di Ray Nazarro (1952)
- The Kid from Broken Gun, regia di Fred F. Sears (1952)
- L'uomo nell'ombra (Man in the Dark), regia di Lew Landers (1953)
- Il 49º uomo (The 49th Man), regia di Fred F. Sears (1953)
- Tempeste di fuoco (Mission Over Korea), regia di Fred F. Sears (1953)
- Il grande caldo (The Big Heat), regia di Fritz Lang (1953)
- Lontano dalle stelle (Bad for Each Other), regia di Irving Rapper (1953)
- Il selvaggio (The Wild One), regia di László Benedek (1953)
- La ragazza del secolo (It Should Happen to You), regia di George Cukor (1954)
- Verso il Far West (Overland Pacific), regia di Fred F. Sears (1954)
- Il principe coraggioso (Prince Valiant), regia di Henry Hathaway (1954)
- Agguato al grande canyon (Massacre Canyon), regia di Fred F. Sears (1954)
- Asfalto rosso (The Miami Story), regia di Fred F. Sears (1954)
- The Outlaw Stallion, regia di Fred F. Sears (1954)
- Gli sterminatori della prateria (The Black Dakotas), regia di Ray Nazarro (1954)
- Annibale e la vestale (Jupiter's Darling), regia di George Sidney (1955)
- Il sindacato di Chicago (Chicago Syndicate), regia di Fred. F. Sears (1955)
- La guerra privata del maggiore Benson (The Private War of Major Benson), regia di Jerry Hopper (1955)
- La valanga degli uomini rossi (Apache Ambush), regia di Fred F. Sears (1955)
- Duello sul Mississippi (Duel on the Mississippi), regia di William Castle (1955)
- Voi assassini (Illegal), regia di Lewis Allen (1955)
- Tutto finì alle sei (I Died a Thousand Times), regia di Stuart Heisler (1955)
- I corsari del grande fiume (The Rawhide Years), regia di Rudolph Maté (1955)
- Il re del jazz (The Benny Goodman Story), regia di Valentine Davies (1956)
- I banditi del petrolio (The Houston Story), regia di William Castle (1956)
- La frustata (Backlash), regia di John Sturges (1956)
- Il mercenario della morte (Gunslinger), regia di Roger Corman (1956)
- Caccia ai falsari (Outside the Law), regia di Jack Arnold (1956)
- Miami Exposé, regia di Fred F. Sears (1956)
- Carnevale rock (Carnival Rock), regia di Roger Corman (1957)
- Rock tutta la notte (Rock All Night), regia di Roger Corman (1957)
- Quando la bestia urla (Monkey on My Back), regia di André De Toth (1957)
- The Power of the Resurrection, regia di Harold D. Schuster (1958)
- La legge del fucile (Day of the Badman), regia di Harry Keller (1958)
- La giostra dell'amore (Joy Ride), regia di Edward Bernds (1958)
- Il sindacato del vizio (Vice Raid), regia di Edward L. Cahn (1960)
- Pugno proibito (Kid Galahad), regia di Phil Karlson (1962)
- Tramonto di un idolo (The Oscar), regia di Russell Rouse (1966)
- Hammett: indagine a Chinatown (Hammett), regia di Wim Wenders (1982)
- Assassination, regia di Peter R. Hunt (1987)

### Televisione
- I Led 3 Lives – serie TV, un episodio (1953)
- The Adventures of Kit Carson – serie TV, 4 episodi (1953-1954)
- The Ford Television Theatre – serie TV, 3 episodi (1953-1957)
- Annie Oakley – serie TV, 3 episodi (1954)
- Le avventure di Rin Tin Tin (The Adventures of Rin Tin Tin) – serie TV, un episodio (1954)
- Tales of the Texas Rangers – serie TV, 3 episodi (1955-1957)
- Gunsmoke – serie TV, 5 episodi (1955-1961)
- Buffalo Bill, Jr. – serie TV, un episodio (1955)
- Damon Runyon Theater – serie TV, episodio 1x15 (1955)
- Celebrity Playhouse – serie TV, episodio 1x02 (1955)
- Le avventure di Campione (The Adventures of Champion) – serie TV, episodi 1x01-1x06 (1955)
- Broken Arrow – serie TV, 2 episodi (1956-1958)
- I racconti del West (Zane Grey Theater) – serie TV, 6 episodi (1956-1958)
- Cheyenne – serie TV, 2 episodi (1956-1962)
- Trackdown – serie TV, 2 episodi (1957-1958)
- Meet McGraw – serie TV, un episodio (1957)
- Sugarfoot – serie TV, episodio 1x05 (1957)
- Colt.45 – serie TV, un episodio (1957)
- Maverick – serie TV, episodio 1x09 (1957)
- Casey Jones – serie TV, un episodio (1957)
- Sheriff of Cochise – serie TV, un episodio (1957)
- The Texan – serie TV, 4 episodi (1958-1960)
- Richard Diamond (Richard Diamond, Private Detective) – serie TV, 2 episodi (1958-1960)
- Have Gun - Will Travel – serie TV, 4 episodi (1958-1963)
- The Court of Last Resort – serie TV, episodi 1x13-1x14 (1958)
- Man Without a Gun – serie TV, un episodio (1958)
- Official Detective – serie TV, un episodio (1958)
- The Californians – serie TV, un episodio (1958)
- Panico (Panic!) – serie TV, episodio 2x06 (1958)
- State Trooper – serie TV, 2 episodi (1958)
- U.S. Marshal – serie TV, un episodio (1958)
- Disneyland – serie TV, 2 episodi (1958)
- Lo sceriffo indiano (Law of the Plainsman) – serie TV, 3 episodi (1959-1960)
- Lawman – serie TV, 2 episodi (1959-1961)
- The Rifleman – serie TV, 10 episodi (1959-1962)
- Perry Mason – serie TV, 2 episodi (1959-1962)
- Gli uomini della prateria (Rawhide) – serie TV, 4 episodi (1959-1963)
- Frontier Doctor – serie TV, un episodio (1959)
- Bronco – serie TV, un episodio (1959)
- Black Saddle – serie TV, un episodio (1959)
- Shotgun Slade – serie TV, un episodio (1959)
- Ricercato vivo o morto (Wanted: Dead or Alive) – serie TV, episodi 2x05-2x15 (1959)
- The Fisher Family – serie TV, un episodio (1959)
- Border Patrol – serie TV, un episodio (1959)
- Laramie – serie TV, 5 episodi (1960-1962)
- Bonanza – serie TV, 3 episodi (1960-1967)
- This Man Dawson – serie TV, episodio 1x22 (1960)
- Tales of Wells Fargo – serie TV, un episodio (1960)
- The Deputy – serie TV, un episodio (1960)
- Tate – serie TV, un episodio (1960)
- The Roaring 20's – serie TV, un episodio (1960)
- Michael Shayne – serie TV episodio 1x10 (1960)
- I detectives (The Detectives) – serie TV, un episodio (1960)
- Ispettore Dante (Dante) – serie TV, episodio 1x11 (1960)
- Two Faces West – serie TV, un episodio (1961)
- La valle dell'oro (Klondike) – serie TV, episodio 1x17 (1961)
- Carovana (Stagecoach West) – serie TV, episodi 1x23-1x36 (1961)
- The Tall Man – serie TV, un episodio (1961)
- 87ª squadra (87th Precinct) – serie TV, un episodio (1961)
- Shannon – serie TV, un episodio (1962)
- Frontier Circus – serie TV, un episodio (1962)
- Death Valley Days – serie TV, 2 episodi (1963-1965)
- Il virginiano (The Virginian) – serie TV, 2 episodi (1963-1965)
- Dakota (The Dakotas) – serie TV, episodio 1x05 (1963)
- The Greatest Show on Earth – serie TV, episodio 1x14 (1963)
- Daniel Boone – serie TV, 2 episodi (1964-1966)
- Destry – serie TV, un episodio (1964)
- The Outer Limits – serie TV, un episodio (1964)
- Branded – serie TV, episodi 1x06-2x18 (1965-1966)
- Il fuggiasco (The Fugitive) – serie TV, un episodio (1965)
- A Man Called Shenandoah – serie TV, episodio 1x10 (1965)
- La grande vallata (The Big Valley) – serie TV, 4 episodi (1966-1968)
- I giorni di Bryan (Run for Your Life) – serie TV, episodio 1x27 (1966)
- Il ladro (T.H.E. Cat) – serie TV, un episodio (1967)
- Lassie – serie TV, un episodio (1967)
- Dragnet 1967 – serie TV, un episodio (1967)
- Hondo – serie TV, episodio 1x12 (1967)
- La terra dei giganti (Land of the Giants) – serie TV, un episodio (1969)